# Dejan Stefanović
Dejan Stefanović (Servisch: Дејан Стефановић) (Vranje, 28 oktober 1974) is een voormalige linksbenige Servische voetballer (verdediger) en coach die onder andere voor SBV Vitesse heeft gespeeld.

## Carrière
Dejan Stefanović begon bij FK Jumko Varnje, FK Dinamo Vranje en FK Radnički Beograd voor hij bij Rode Ster Belgrado kwam, de club waar hij als 18-jarige zijn debuut maakte op het hoogste niveau. Na drie seizoenen uitgekomen te zijn voor deze voormalige Joegoslavische club maakte hij als 20-jarige jongeling in 1995 de overstap naar Sheffield Wednesday. Na vier seizoenen verlaat Stefanović Engeland, om te gaan spelen voor AC Perugia. Tot en met de winterstop van seizoen 1999/2000 stond Stefanović op de loonlijst van deze Italiaanse club, hij speelde echter geen minuut. Daarna keerde hij voor enkele weken terug naar de Servische hoofdstad om bij OFK Belgrado zijn conditie op peil te houden.
In het voorjaar van 2000 trok de Nederlandse Eredivisie club Vitesse hem, middels een transfervrije status, aan. Tijdens iets meer dan 3 seizoenen bij Vitesse, groeide Stefanović uit tot een belangrijke kracht en werd zelfs aanvoerder van deze Nederlandse club. Ook wordt hij verkozen tot Vitessespeler van het Jaar. In 2003 werd Stefanović voor een kleine drie miljoen euro overgenomen door Portsmouth FC. Zijn goede spel werd in 2006 beloond met een contractverlenging. Stefanović zou zijn nieuwe contract, welke af zou lopen in de zomer van 2008, niet uitdienen. In augustus 2007 maakte de ervaren centrale verdediger de overstap naar Fulham. Bij deze club uit Londen tekende Stefanović een contract tot en met 2009, Fulham betaalde een afkoopsom van 1.5 miljoen euro aan Portsmouth. Nadat hij zijn carrière leek te beëindigen vanwege een knieblessure, bleek Stefanović in oktober 2010 een contract te hebben getekend als speler-coach bij Havant & Waterlooville. In 2011 zette hij een punt achter zijn carrière.

## Clubstatistieken
| seizoen | club                   | land        | competitie         | duels     | goals     |
| ------- | ---------------------- | ----------- | ------------------ | --------- | --------- |
| 1991/92 | FK Dinamo Vranje       | Joegoslavië |                    | 13        | 1         |
| 1991/92 | FK Radnički Beograd    | Joegoslavië | Prva savezna liga  | 1         | 0         |
| 1992/93 | FK Radnički Beograd    | Joegoslavië | Prva savezna liga  | 5         | 0         |
| 1992/93 | Rode Ster Belgrado     | Joegoslavië | Meridian Superliga | 2         | 0         |
| 1993/94 | Rode Ster Belgrado     | Joegoslavië | Meridian Superliga | 14        | 0         |
| 1994/95 | Rode Ster Belgrado     | Joegoslavië | Meridian Superliga | 30        | 9         |
| 1995/96 | Sheffield Wednesday FC | Engeland    | Premier League     | 6         | 0         |
| 1996/97 | Sheffield Wednesday FC | Engeland    | Premier League     | 29        | 2         |
| 1997/98 | Sheffield Wednesday FC | Engeland    | Premier League     | 20        | 2         |
| 1998/99 | Sheffield Wednesday FC | Engeland    | Premier League     | 11        | 0         |
| 1999/00 | AC Perugia             | Italië      | Serie A            | 0         | 0         |
| 1999/00 | OFK Belgrado           | Joegoslavië | Meridian Superliga | 0         | 0         |
| 1999/00 | Vitesse Arnhem         | Nederland   | Eredivisie         | 14        | 0         |
| 2000/01 | Vitesse Arnhem         | Nederland   | Eredivisie         | 27        | 1         |
| 2001/02 | Vitesse Arnhem         | Nederland   | Eredivisie         | 25        | 3         |
| 2002/03 | Vitesse Arnhem         | Nederland   | Eredivisie         | 28        | 0         |
| 2003/04 | Portsmouth FC          | Engeland    | Premier League     | 32        | 3         |
| 2004/05 | Portsmouth FC          | Engeland    | Premier League     | 32        | 0         |
| 2005/06 | Portsmouth FC          | Engeland    | Premier League     | 28        | 0         |
| 2006/07 | Portsmouth FC          | Engeland    | Premier League     | 20        | 0         |
| 2007/08 | Fulham                 | Engeland    | Premier League     | 13        | 0         |
| 2008/09 | Norwich City           | Engeland    | Championship       | 12        | 0         |
| 2009/10 | Geen club              | Geen club   | Geen club          | Geen club | Geen club |
| 2010/11 | Havant & Waterlooville | Engeland    | Conference South   | -         | -         |
| Totaal  | Totaal                 | Totaal      | Totaal             | 352       | 21        |